# Klaus Ofner
Klaus Ofner (né le 15 juin 1968 à Murau, Styrie) est un ancien spécialiste autrichien du combiné nordique.

## Palmarès

### Jeux olympiques
| Épreuve / Édition | Calgary 1988 | Albertville 1992 |
| Individuel        | 22e          | 5e               |
| Par équipes       |              | Bronze           |

### Championnats du monde
| Épreuve / Édition | Lahti 1989 | Val di Fiemme 1991 | Thunder Bay 1995 |
| Individuel        |            | Bronze             |                  |
| Par équipes       | 5e         | Or                 | 5e               |

### Coupe du monde
- Meilleur classement final : 4e en 1992.
- 3 podiums individuels dont 2 deuxièmes places et 1 troisième place.